# 北方之火

北欧之火标志

北欧之火旗帜

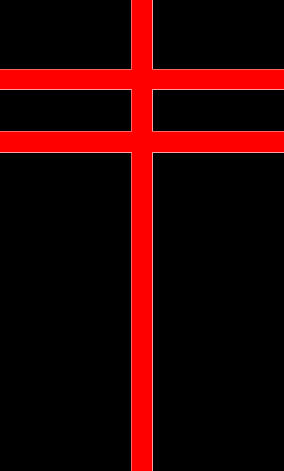
北欧之火徽章

北方之火（英語：Norsefire）是一个在漫画和电影V字仇杀队中统治英国的虚构的法西斯主义政党。虽未经证实，但是北方之火这个名字很有可能源自英国的极右新纳粹政党“国民阵线（National Front）”，原因是国阵之英文简写为NF，党徽为燃烧的火炬，党报为The Flame。

## 概况
根据设定，工党在1983获得大选胜利后，削减了英军的所有核力量，因而得以在1988年的全球核战中免遭攻击。根据漫画角色艾薇·哈蒙德的叙述，尽管英国免受核弹攻击，但是全面核战导致全球的环境及农业都遭到了严重破坏。英国的经济也因此受到打击，国家陷入了暴乱，政府崩溃，一片混乱。
几年之后（大约是1992年），极右法西斯政党北方之火掌权。北方之火由法西斯主义者与幸存至战后的大公司组成。新政府上台之后迅速地平定了暴乱，使得国家重新得到稳定。然而，在使国家重新走上正轨的同时，北方之火也进行了“净化”：少数族群被送入集中营，犹太教及伊斯兰教的教徒亦然，同性恋和左翼分子也难逃厄运。北方之火用很短的时间就消灭了这些潜在的敌人，之后便着手巩固政权。他们渗透进英国国教会，使其更有影响力。教士队伍亦被净化。北方之火还掌控了电视传媒，成立了北方之火电视台（NTV）。全国处在北方之火的严密监视之下。在漫画中英国的君主制仍然存在，但在电影中并未提及，只是《天佑女皇》有被播放。
在漫画的年代设定裡，北方之火已经完全控制全国，因此集中营已无存在之必要而被关闭。尽管国内存在如同党卫军与冲锋队之间的冲突的派系争斗，但是国家还是处于北方之火的稳定控制之下。时任党魁为领袖亚当·苏萨（Leader Adam Susan）。这个自封的法西斯主义者极端依靠一个名为Fate（命运）的超级电脑来监控全国。之后，V开始成为极权政府的威胁。V的终极目的是推翻现政府，还权于民。

## 口号

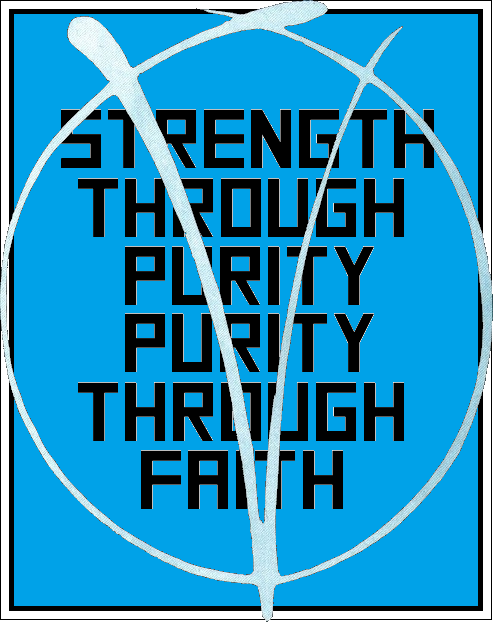
被画上V字记号的北方之火海报，上面便是北火之口号。

漫画中为“力量源自纯洁，纯洁源自信念！”（"Strength Through Purity, Purity Through Faith"）电影版中为“力量源自团结，团结源自信念”（"Strength Through Unity, Unity Through Faith"，參考1940年被取缔的英国法西斯联盟口号“团结一致”（Action within unity）），另外它们用于致敬的口号为“英格蘭必胜！”（"England Prevails!"）

## 电影版
在电影版中所描绘的北方之火与漫画中的有些许差别。
片中北方之火是被选举上台的，得票率为87%。片中从芬奇探长的推测中可以得知促成北方之火上台的恐怖袭击实际上无异于国会大厦纵火案。这个推测可由片中多个消息来源证实。
全球核战到了这里也变成了生物恐怖主義袭击。北方之火的早期人物们利用拘留所系统做人体试验，创造出了一种致命病毒，并开发出疫苗和解药，之后在本土发动恐怖袭击，并嫁祸于宗教极端分子。
这种病毒被施放于三處，自来水处理厂、伦敦地铁以及圣玛丽小学。一种被称作“圣玛丽病毒”的致命疾病很快蔓延到全英伦三岛，杀死了近十万人，全国上下也陷入一片恐慌。这时，北方之火宣称将会使国家重获安全与稳定并平息恐怖袭击的威胁。北方之火的高官们早已大量收购了将会生产疫苗和解药的公司的股票，因而在解药问世后，他们迅速积累起财富。而解药的出现也使得他们在公众中得到了威望，并将北方之火推上权力宝座。党魁亚当·苏特勒（Adam Sutler，Susan和Hitler的混成詞）被选为大統領（High Chancellor）。
北方之火政权下辖六个为北方之火服务的部门：
- 手（the Hand），警察部门
- 爪（the Finger），秘密警察部门
- 眼（the Eye），录像监控部门
- 耳（the Ear），電訊监控部门
- 鼻（the Nose），情報部门，主要由线人和特工组成
- 口（the Mouth），政治宣传部门，经营英国电视网（BTN，British Television Network）

电影中对英国之外的世界甚少提及。只有美国有在BTN中被提到说为了得到英国的医疗援助而以大量做谷物及烟草做交换，而在片末还提到美国已陷入第二次内战。北方之火是否完全控制英伦三岛、英国是否还是英联邦成员都不得而知。片中的宣传和芬奇探长因爱尔兰血统而受到的来自克里迪的種族歧視倒是表现出了英格兰或北欧人种优越论。

## 标志
漫画中的党徽是一个带着蓝色的N的黑旗。有的时候也会用NF作为标志。然而，漫画中最早出现的标志为一个带着翅膀的拉丁十字架从火焰中腾跃而起。这个标志意为英国如凤凰涅槃般重生，而且这个标志也使用了红白蓝三色，如英国国旗一般。
电影中的标志是洛林十字。这个标志在与北方之火有关的物件上无处不在。有两种版本的标志存在，一种是黑底红十字，另一种是正好相反的紅底黑十字。

## 参阅
- V字仇杀队
- 法西斯主义
- 英社
- 一九八四